# Głuszyca
Hlušice (polsky Głuszyca, německy Nieder Wüstegiersdorf) je město v jihozápadním Polsku v Dolnoslezském vojvodství v okrese Valbřich. Leží přibližně 13 kilometrů jihovýchodně od Valbřichu a 69 kilometrů jihozápadně od krajského hlavního města Vratislavi. V roce 2023 zde žilo 5 968 obyvatel, rozloha města je 16,21 km². V 19. století zde působili baptisté. 

## Partnerská města
- Stárkov, Česko